# Sheikh Abu Naser
Sheikh Abu Naser était un politicien bangladais et le seul frère du père fondateur de la nation et premier président du Bangladesh, Sheikh Mujibur Rahman. Il était l'oncle de Sheikh Hasina, plusieurs fois premier ministre du Bangladesh.

## Jeunesse
Naser est le fils de Sheikh Lutfur Rahman et Sayera Khatun. Son frère aîné était Sheikh Mujibur Rahman et il avait 4 sœurs.

## Carrière
Naser était membre de Mukti Bahini pendant la guerre de libération du Bangladesh et a été officiellement reconnu par le gouvernement du Bangladesh comme un combattant de la liberté après l'indépendance du Bangladesh. En 1975, il était le plus grand entrepreneur de Khulnâ.

## Vie privée
Naser était marié à Begum Razia Naser Dolly. Il a eu cinq fils et deux filles, Sheikh Jalalaluddin Rubel, Sheikh Helal Uddin, Sheikh Salahuddin Jewel, Sheikh Sohel, Sheikh Belal, Sheikh Tahmina et Sheikh Farhana. Sheikh Sohel est administrateur du Bangladesh Cricket Board (en) et Sheikh Helal est membre du Parlement.

## Mort et héritage
Naser a été tué le 15 août 1975 par des officiers mutins de l'armée bangladaise à la résidence du président Sheikh Mujibur Rahman à Dhanmondi, lors d'un coup d'État militaire. Presque tous les membres de la famille Sheikh Mujibur Rahman ont été tués par les assassins.
Le stade Sheikh Abu Naser de Khulnâ a été nommé en son honneur en 1996 par le gouvernement de la Ligue Awami du Bangladesh. En 2003, le Parti nationaliste bangladais a rebaptisé le stade Birshreshtha Shaheed Flight Lieutenant Matiur Rahman Stadium. Le stade a été rebaptisé Sheikh Abu Naser Stadium en 2009 après le retour au pouvoir de la Ligue Awami du Bangladesh. L'hôpital spécialisé Sheikh Abu Naser de Khulnâ est également nommé d'après lui et a été ouvert en 2010,.

### Critique
Naser a été accusé d'être un chef de file de syndicats de contrebande de jute vers l'Inde sous la présidence de Sheikh Mujibur Rahman.